# Distretti dello Yemen

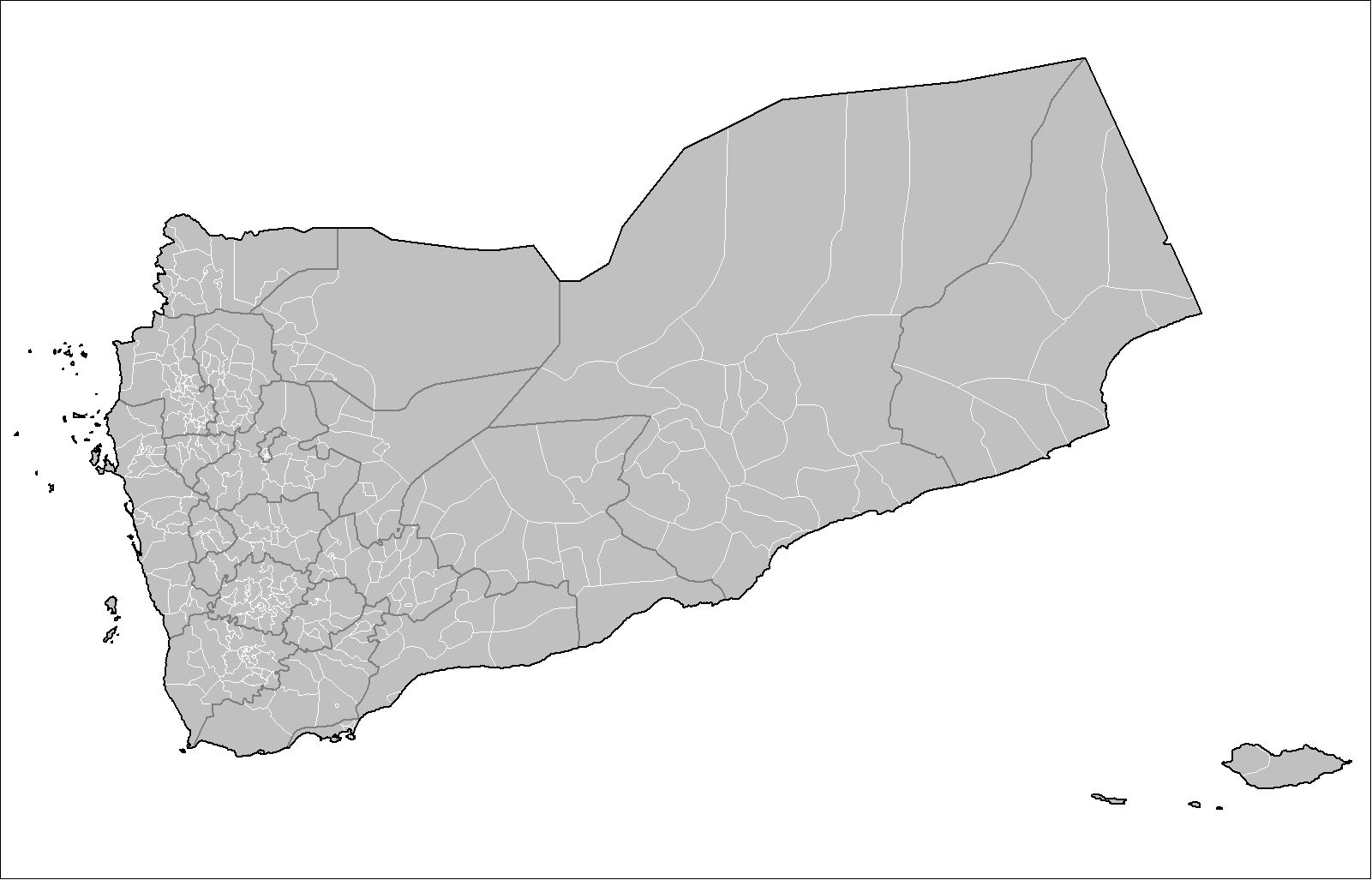
mappa distretti 1

I distretti dello Yemen rappresentano il secondo livello amministrativo dello Yemen dopo i Governatorati. I 21 Governatorati sono globalmente suddivisi in 333 distretti (muderiah).